# Bence Szabó
Pour les articles homonymes, voir Szabó.
Bence Szabó est un sabreur hongrois né le 13 juin 1962.
Sacré deux fois champion olympique au sabre par équipe aux Jeux olympiques de Séoul en 1988 puis en individuel aux Jeux olympiques de Barcelone en 1992, il a également reçu 2 médailles d'argents olympique par équipe à Barcelone et à Atlanta. Il devient par la suite secrétaire général du Comité olympique hongrois.

## Palmarès
- -  Médaille d'or au sabre individuel aux Jeux olympiques d'été de 1992
  -  Médaille d'or au sabre par équipe aux Jeux olympiques d'été de 1988
  -  Médaille d'argent au sabre par équipe aux Jeux olympiques d'été de 1992
  -  Médaille d'argent au sabre par équipe aux Jeux olympiques d'été de 1996